# Graulia
Graulia — вимерлий рід лопастеперих риб із середнього тріасу (ладінію) у східній Франції. Він містить один вид, G. branchiodonta, і представлений одними з найбільш добре збережених скам'янілостей усіх мезозойських латимерів. Виявлені в Muschelkalk, відомі два екземпляри, обидва з яких є молодими особинами завдовжки 16 см.

## Етимологія
Назва роду Graulia є посиланням на Graoully, міфічного дракона з фольклору Лотарингії, Франція, де були знайдені зразки. Назва виду branchiodonta походить від грецьких слів βράγχια «зябра» та ὀδούς, ὀδόντος «зуб», останнє стосується великих зубів цератобранхіальних.

## Опис
Граулія мала дуже малі зуби в щелепах, але цератожаберні містили значно більші зуби, які функціонували б подібно до зябрових граблів у променеперих риб. У результаті припускають, що Graulia була всмоктувальним живильником. Розширені сенсорні канали в черепі вказують на сильну чутливість до мінімальних змін води. Це, на додаток до обтічного черепа та відносно великого плавника, свідчить про те, що Граулія вела дуже активний хижий спосіб життя.